# Шиловка (Ростовская область)
Шиловка — хутор в Миллеровском районе Ростовской области. Входит в состав Колодезянского сельского поселения.

## География

### Улицы
- ул. Кравченко,
- пер. Кравченко.

## Население
| 2010 |
| ---- |
| 97   |